# Samson Siasia
Samson Siasia (Lagos, 14 agosto 1967) è un allenatore di calcio ed ex calciatore nigeriano, di ruolo attaccante.

## Carriera

### Giocatore

#### Club
Con il FC Nantes ha vinto il campionato 1994-1995. Ha anche giocato per il Perth Glory con il connazionale Peter Anosike, oltre a Belgio, Portogallo, Arabia Saudita ed Israele.

#### Nazionale
Ha giocato 46 partite internazionali per la Nigeria, nelle quali ha segnato tredici gol. Ha fatto parte della squadra che ha partecipato ai Mondiali di calcio USA 1994 ed ha vinto la Coppa delle nazioni africane 1994. È stato nel giro della Nazionale per undici anni diventando il terzo cannoniere di sempre della Nazionale.

### Allenatore
Siasia ha allenato la Nazionale Under-20 nigeriana guidandola alla finale del World Youth 2005, perdendo contro la Nazionale argentina per 2-1. Siasia ha inoltre assistito Augustine Eguavoen alla guida della Nazionale. Dopo aver nuovamente assunto la guida della selezione Under-20, la Federazione nigeriana gli affida la guida della Nazionale maggiore il 4 novembre 2010. Il 28 novembre 2011 viene esonerato a seguito della mancata qualificazione per la Coppa d'Africa.
Oltre alla sua posizione di allenatore, Siasia sta sviluppando un'accademia giovanile nella capitale nigeriana, Abuja.A Rio 2016 guida la nazionale Olimpica. Nel girone arrivano primi a 6 punti, grazie a due vittorie in tre partite. Ai quarti battono la Danimarca per 2-0 e in semifinale perdono per 0-2 contro la Germania, poi arrivata seconda.
Nella finalina per la medaglia di bronzo vincono per 3-2 contro l'Honduras.

## Palmarès

### Giocatore

#### Club
- Campionato francese: 1

Nantes: 1994-1995

#### Nazionale
- Coppa d'Africa: 1

Tunisia 1994

### Allenatore
- Argento olimpico: 1

Pechino 2008
- Bronzo olimpico: 1

Rio de Janeiro 2016